# Celina Mikolajczak
Celina J. Mikolajczak est une ingénieure mécanicienne américaine connue pour son travail dans l'industrie sur le développement de batteries électriques améliorées, notamment pour les véhicules électriques. Elle est Chief Battery Technology Officer à Lyten et membre du « Board of advisors » à Voltaiq. Elle est également connue pour ses découvertes en tant qu'astronome amateur lorsqu'elle était étudiante.

## Éducation et astronomie
Après avoir obtenu son diplôme en 1987 à la Coronado High School, près de San Diego, en Californie, Celina Mikolajczak étudie l'ingénierie et les sciences appliquées au California Institute of Technology (Caltech), avec l'intention initiale de suivre son père (Alojzy A. Mikolajczak, ingénieur aérospatial spécialisé dans les compresseurs et les moteurs à réaction) dans le domaine de l'ingénierie aérospatiale.
Elle découvre plusieurs astéroïdes en 1988, dont 5256 Farquhar, avec la collaboration d'autres astronomes dont Eleanor Francis Helin et Robert Francis Coker. En 1989, alors qu'elle est en deuxième année à Caltech, elle obtient du temps à l'observatoire Palomar pour chercher d'autres astéroïdes. Elle est la première à repérer la supernova SN 1989N dans la galaxie NGC 3646, une galaxie spirale de la constellation du Lion. Elle cite plus tard Eleanor Francis Helin, son mentor à la faculté pour ce projet, comme son modèle féminin le plus influent à Caltech.
Après avoir obtenu son diplôme de Caltech en 1991 et travaillé dans l'industrie pétrolière, elle s'est rendue à l'université de Princeton, où elle a obtenu un master en ingénierie mécanique, en se concentrant sur l'efficacité des moteurs à combustion interne.
| (5256) Farquhar     | 11 juillet 1988 |
| (5280) Andrewbecker | 11 août 1988    |
| (26095) 1988 PU     | 10 août 1988    |
| (30784) 1988 PO     | 11 août 1988    |

## Carrière en ingénierie des batteries
Mikolajczak commence à travailler pour le cabinet de conseil Exponent (en) en 1999, où elle s'intéresse aux batteries en travaillant sur la sécurité et les modes de défaillance des batteries rechargeables au lithium-ion utilisées dans l'électronique grand public. Elle est embauchée en 2012 par Tesla, où elle devient responsable de la qualité des cellules et de l'ingénierie des matériaux. Après six ans chez Tesla, elle passe en 2018 chez Uber en tant que directrice de l'ingénierie des batteries, apparemment dans le cadre d'un effort visant à développer des voitures volantes électriques.
En 2019, elle devient vice-présidente de l'ingénierie et de la technologie des batteries chez Panasonic Energy, Amérique du Nord, une branche de Panasonic qui fournit des batteries à Tesla. Puis, en 2021, elle devient vice-présidente de la fabrication chez QuantumScape (en), un autre fournisseur de batteries pour voitures électriques, qu'elle quitte après moins d'un an en raison d'une « incompatibilité de style de gestion ». En 2022, elle prend son poste actuel chez Lyten, où elle travaille sur les batteries au lithium-soufre,.
Celina J. Mikolajczak est co-auteur du livre Lithium-Ion Batteries Hazard and Use Assessment (avec Michael Kahn, Kevin White et Richard Thomas Long, Springer, 2012). Produit à l'origine par Exponent en tant que rapport pour la National Fire Protection Association, il passe en revue la littérature sur le sujet, évalue les dangers potentiels de ces batteries et « présente une approche de recherche pour évaluer les stratégies appropriées de protection contre les incendies dans les installations ». Des expériences ultérieures basées sur cette approche ont testé l'inflammabilité de ces piles et l'efficacité des systèmes d'arrosage des bâtiments pour lutter contre leurs incendies.

## Liens
- Notices d'autorité :   - VIAF
  - ISNI
  - IdRef
  - LCCN
  - Pologne
  - Israël
  - WorldCat